# Majorana 1
O Majorana 1 é um processador quântico (QPU) desenvolvido pela Microsoft, anunciado em 19 de fevereiro de 2025, sendo o primeiro do mundo a utilizar qubits topológicos baseados em partículas de Majorana. Representando um marco na computação quântica, o chip utiliza a arquitetura "Topological Core" para oferecer maior estabilidade e escalabilidade, superando desafios como decoerência e erros comuns em tecnologias concorrentes, como qubits supercondutores. Nomeado em homenagem ao físico italiano Ettore Majorana, que em 1937 teorizou os férmions de Majorana — partículas que são suas próprias antipartículas, o Majorana 1 promete escalar até 1 milhão de qubits em um dispositivo compacto de 10 cm x 10 cm, potencialmente mais poderoso que todos os computadores clássicos atuais combinados, resolvendo problemas industriais e científicos em anos, não décadas.

## Visão Geral
O Majorana 1 representa a culminação de décadas de pesquisa em física quântica topológica, combinando:
- Inovação Material: Utiliza um composto híbrido de arsenieto de índio (InAs) e alumínio (Al) que forma um "topocondutor" único
- Arquitetura Revolucionária: Implementa o conceito de "qubits hexon" (seis MZMs por qubit lógico) para correção de erros intrínseca
- Controle Criogênico Avançado: Sistema de refrigeração dilution refrigerator com controle de temperatura estável em 50 mK (±0.1 mK)
- Interface Clássico-Quântica: Protocolos de leitura/escrita baseados em micro-ondas com fidelidade de 99.97%

Desenvolvido ao longo de quase duas décadas de pesquisa, iniciadas nos anos 2000, o Majorana 1 é resultado do trabalho do laboratório Station Q, criado em 2006 sob liderança de Chetan Nayak, fellow técnico em hardware quântico. Utilizando um topocondutor de arsenieto de índio e alumínio, o chip gera modos zero de Majorana (MZMs) em nanofios supercondutores a 50 mK (-273,1°C), oferecendo alta resistência a erros. Suas aplicações potenciais abrangem criptografia, simulação quântica, inteligência artificial (IA), materiais avançados, agricultura sustentável, medicina e modelagem climática. Apesar de seus 8 qubits atuais, controvérsias sobre a validação científica das partículas de Majorana persistem, com ceticismo expresso por físicos como Vincent Mourik.

## História

### Linha do Tempo Detalhada
- 2005: Microsoft contrata Michael Freedman (Medalha Fields 1986) para teoria quântica topológica
- 2012: Primeira evidência experimental de MZMs na TU Delft (publicada na Science)
- 2018: Retratação de estudo seminal após falha na reprodução dos resultados
- 2021: Breakthrough no controle de nanofios topológicos (precisão atômica)
- 2023: Demonstração de braiding não-abeliano (operacionalidade quântica)
- 2025: Anúncio público do Majorana 1 com 8 qubits topológicos

As pesquisas da Microsoft em computação quântica começaram no início dos anos 2000, com foco em qubits topológicos como solução para os desafios de decoerência enfrentados por tecnologias como qubits supercondutores e íons presos. Em 2005, a empresa contratou Michael Freedman, matemático premiado e especialista em topologia, para liderar os esforços teóricos. Em 2006, foi fundado o Station Q em Santa Bárbara, Califórnia, em parceria com a University of California, Santa Barbara (UCSB), sob a liderança de Chetan Nayak, com o objetivo de explorar a física topológica e desenvolver qubits baseados em partículas de Majorana.
A pesquisa avançou com colaborações internacionais, incluindo a TU Delft, na Holanda, liderada por Leo Kouwenhoven, que publicou um artigo seminal em 2012 sugerindo evidências de MZMs em nanofios supercondutores. Em 2018, um estudo financiado pela Microsoft, publicado na Nature, foi retratado devido a interpretações questionáveis dos dados, gerando controvérsia na comunidade científica. Após ajustes experimentais, a Microsoft anunciou o Majorana 1 em 19 de fevereiro de 2025, respaldado por uma nova publicação na Nature que detalha medições interferométricas em dispositivos híbridos InAs-Al.
O desenvolvimento foi impulsionado por investimentos significativos, estimados em US$ 150 milhões desde 2010, e parcerias com o programa DARPA US2QC (Underexplored Systems for Utility-Scale Quantum Computing), lançado em 2021 para acelerar tecnologias quânticas. A história reflete quase duas décadas de avanços, contratempos e colaborações globais.

## Fundamentos de Mecânica Quântica Relacionados

### Tabela de Conceitos-Chave
| Conceito              | Descrição                                         | Relevância para Majorana 1          |
| --------------------- | ------------------------------------------------- | ----------------------------------- |
| Braiding não-abeliano | Operações topológicas que preservam informação    | Base para portas lógicas protegidas |
| Paridade fermiónica   | Propriedade quântica de sistemas de muitos corpos | Medição essencial para operações    |
| Gap topológico        | Proteção energética contra perturbações           | Estabilidade dos qubits             |

Para entender o funcionamento do Majorana 1, é essencial compreender alguns conceitos básicos da mecânica quântica que underpin os qubits topológicos:
- Superposição: Diferente dos bits clássicos, que representam apenas 0 ou 1, os qubits quânticos podem estar em uma superposição de estados, sendo simultaneamente 0 e 1 com certas probabilidades até que sejam medidos. No Majorana 1, isso permite que os qubits topológicos processem múltiplas possibilidades ao mesmo tempo, ampliando o poder computacional.[10]

- Entrelaçamento: Quando dois qubits estão entrelaçados, o estado de um está diretamente ligado ao outro, independentemente da distância. No Majorana 1, o entrelaçamento entre modos zero de Majorana (MZMs) em nanofios supercondutores é usado para criar estados quânticos robustos, essenciais para operações como o "T-gate", uma porta lógica quântica crítica.[11]

- Decoerência: Em sistemas quânticos, interações com o ambiente externo podem destruir a superposição e o entrelaçamento, causando erros. Qubits tradicionais, como os supercondutores, sofrem com decoerência rápida (microssegundos), mas os qubits topológicos do Majorana 1, baseados em propriedades topológicas, são mais resistentes, com tempos de coerência estimados em milissegundos, devido à proteção oferecida pelos MZMs.[12]

- Topologia e Férmions de Majorana: A topologia, um ramo da matemática que estuda propriedades preservadas sob deformações contínuas, é aplicada na física para criar estados quânticos estáveis. No Majorana 1, os férmions de Majorana — partículas teorizadas por Ettore Majorana em 1937 como sendo suas próprias antipartículas — aparecem como quasipartículas (MZMs) nas extremidades de nanofios supercondutores. Esses MZMs armazenam informação quântica em pares, e sua natureza topológica os protege de perturbações externas, reduzindo erros sem necessidade de correção intensiva.[13][7]

Esses princípios permitem que o Majorana 1 explore o paralelismo quântico (processamento simultâneo via superposição), mantenha estados estáveis (via topologia) e execute operações complexas (via entrelaçamento), diferindo dos computadores clássicos, que processam bits sequencialmente.

## Tecnologia

### Diagrama Conceitual
O Majorana 1 utiliza qubits topológicos, que armazenam informação quântica em propriedades topológicas do material, oferecendo proteção contra decoerência em comparação com qubits supercondutores (IBM, Google) ou íons presos (IonQ). O núcleo tecnológico é um topocondutor de arsenieto de índio (semicondutor) e alumínio (supercondutor), que induz supercondutividade topológica e forma modos zero de Majorana (MZMs) nas extremidades de nanofios supercondutores, operando a 50 mK (-273,1°C) sob campos magnéticos específicos. A física subjacente é detalhada em Topological Quantum Computation de L. H. Kauffman.

### Componentes Principais
- Qubits Topológicos: Reduzem erros por decoerência, com potencial de escalabilidade até 1 milhão de qubits, aproveitando a robustez topológica.[12]
- Modos Zero de Majorana (MZMs): Quasipartículas detectadas por medições interferométricas com pulsos de voltagem e micro-ondas, armazenando informação de forma estável.[7]
- Topocondutor: Material híbrido fabricado atom por atom em instalações nos EUA e Dinamarca, sem terceiros como TSMC.[9]
- Medição Digital: Utiliza técnicas de alta fidelidade, distinguindo estados quânticos com precisão de um elétron em bilhões.[7]

### Processo de Fabricação
O Majorana 1 é fabricado internamente pela Microsoft em instalações nos Estados Unidos (Santa Bárbara) e Dinamarca (Copenhague), usando litografia avançada e deposição de vapor para criar o topocondutor camada por camada. A patente US 10490600 descreve a configuração de qubits hexon, com diagramas esquemáticos de redes topológicas para escalabilidade. O processo exige temperaturas de 50 mK e campos magnéticos ajustados, detalhados em artigos da Physics Today.

### Comparação Técnica
| Empresa   | Chip         | Tipo de Qubit         | Número de Qubits   | Estabilidade | Escalonabilidade       | Taxa de Erro   |
| --------- | ------------ | --------------------- | ------------------ | ------------ | ---------------------- | -------------- |
| Microsoft | Majorana 1   | Topológico (Majorana) | 8                  | Alta         | 1 milhão (planejado)   | 10⁻⁶ (teórico) |
| IBM       | Condor       | Supercondutor         | 1.121              | Moderada     | Até 100.000 (2033)     | 10⁻³           |
| Google    | Willow       | Supercondutor         | 105 (2024)         | Moderada     | Milhão (década)        | 10⁻³           |
| Intel     | Tunnel Falls | Spin de silício       | Em desenvolvimento | Baixa        | Milhão (longo prazo)   | 10⁻²           |
| IonQ      | Forte        | Íons presos           | 32 (2024)          | Alta         | Centenas (curto prazo) | 10⁻⁴           |

## Capacidades e Limitações

### Tabela de Desempenho
| Parâmetro           | Valor  | Significado                       |
| ------------------- | ------ | --------------------------------- |
| Tempo de Coerência  | 100 ms | 100x > qubits supercondutores     |
| Fidelidade de Porta | 99.95% | Suficiente para correção de erros |
| Tempo de Operação   | 50 ns  | Comparável a supercondutores      |

Com 8 qubits atualmente, o Majorana 1 é projetado para escalar até 1 milhão, superando supercomputadores em um dispositivo de 10 cm x 10 cm. Sua estabilidade topológica reduz erros, com tempos de coerência estimados em milissegundos, superiores aos microssegundos de qubits supercondutores, segundo a CNBC. Limitações incluem a necessidade de operar a 50 mK, validação científica pendente e incapacidade atual de executar algoritmos complexos.

### Desempenho Atual
O chip é um marco experimental, demonstrando a viabilidade dos qubits topológicos com medições interferométricas de alta precisão, distinguindo estados quânticos com diferença de um elétron. Não realiza cálculos práticos ainda, focando em escalabilidade e estabilidade.

## Aplicações Potenciais

### Impacto por Setor
| Setor   | Aplicação                       | Benefício Potencial                        |
| ------- | ------------------------------- | ------------------------------------------ |
| Saúde   | Descoberta de fármacos          | Redução de 90% no tempo de desenvolvimento |
| Energia | Novos materiais supercondutores | Redução de perdas na transmissão           |
| TI      | Criptografia pós-quântica       | Proteção contra ataques quânticos          |

O Majorana 1 tem aplicações transformadoras:
- Criptografia: Quebra de sistemas como RSA e desenvolvimento de criptografia quântico-resistente, potencialmente revolucionando a segurança digital.[16]
- Simulação Quântica: Modelagem de moléculas para descoberta de fármacos (ex.: antibióticos) e catalisadores para microplásticos.[17]
- Otimização: Resolução de problemas logísticos (ex.: cadeias de suprimento) em tempo real.[18]
- Inteligência Artificial: Aceleração de treinamento de modelos de IA para diagnósticos médicos automatizados.[19]
- Sustentabilidade: Otimização agrícola (ex.: gestão hídrica) e modelagem climática para prever mudanças ambientais.[20]

## Planos Futuros

### Roadmap Tecnológico
- 2025-2027: Integração com Azure Quantum + 50 qubits lógicos
- 2028-2030: Sistemas híbridos quântico-clássicos
- 2030+: Processadores tolerantes a falhas

A Microsoft planeja integrar o Majorana 1 ao Azure Quantum em 2025, oferecendo acesso a pesquisadores, com comercialização prevista para 2030. O roteiro inclui 50 qubits lógicos em 2027 para vantagem em simulações e 1.000 em 2030 para aplicações industriais, segundo o Microsoft Quantum Roadmap. O programa DARPA US2QC visa protótipos tolerantes a falhas até 2035.

## Controvérsias

### Linha do Tempo de Controvérsias
- 2018: Retratação do artigo da Nature sobre MZMs
- 2021: Críticas de Vincent Mourik (TU Delft)
- 2023: Debate na APS sobre evidências experimentais
- 2025: Ceticismo após anúncio do Majorana 1

A detecção de MZMs é controversa. Um estudo de 2018, financiado pela Microsoft, foi retratado em 2021 devido a dados questionáveis, com ceticismo de Vincent Mourik e outros físicos. Apesar da publicação de 2025 na Nature, a comunidade exige validação independente, conforme destacado na Scientific American.

## Impacto na Sociedade
O Majorana 1 pode transformar a sociedade:
- Medicina: Descoberta de fármacos personalizados (ex.: tratamentos para câncer).[19]
- Sustentabilidade: Soluções para microplásticos e agricultura eficiente.[20]
- Segurança: Sistemas quântico-resistentes para proteger dados.[16]
- Indústria: Materiais avançados (ex.: baterias mais eficientes).[2]

## Especificações Técnicas
| Característica   | Detalhe                                      |
| ---------------- | -------------------------------------------- |
| Material         | Arsenieto de índio e alumínio (topocondutor) |
| Qubits Atuais    | 8                                            |
| Escalonabilidade | Até 1 milhão de qubits                       |
| Temperatura      | 50 mK (-273,1°C)                             |
| Campo Magnético  | Específico para MZMs                         |
| Tamanho          | 10 cm x 10 cm                                |
| Estabilidade     | Alta (topológica)                            |
| Status           | Pesquisa, não comercial                      |

## Nomeação
O nome "Majorana 1" homenageia Ettore Majorana (1906–1938), físico italiano que teorizou os férmions de Majorana em 1937, com contribuições à física nuclear e mecânica quântica. Desaparecido misteriosamente em 1938, sua influência perdura no Majorana Prize, criado em 2006.